# 151
| [ Edytuj tabelę ] |                          |
| Cesarz Chin       | - 146 Han Huandi 168     |
| Władca Korei      | - 146 Ch’adae 165        |
| Papież            | - 140 Pius I 155         |
| Król Partów       | - 147 Wologazes IV 191   |
| Cesarz Rzymu      | - 138 Antoninus Pius 161 |

Rok 151 / CLI
stulecia: I wiek ~
II wiek ~
III wiek

lata: 141 «
146 «
147 «
148 «
149 «
150 «
151
» 152
» 153
» 154
» 155
» 156
» 161

## Wydarzenia
- Europa
  - Mitylena i Smyrna zostały zniszczone w trzęsieniu ziemi.